# Maxim Firdaussowitsch Ichsanow
Maxim Firdaussowitsch Ichsanow (russisch Максим Фирдаусович Ихсанов; * 31. Mai 1985 in Perm) ist ein russischer Biathlet.
Maxim Ichsanow hatte seine ersten bedeutenden internationalen Einsätze 2005 im Rahmen der Junioren-Europameisterschaften in Nowosibirsk. Im Sprint erreichte er den zehnten Platz und wurde im anschließenden Verfolgungsrennen 14. Es dauerte zwei Jahre, bis er bei der Winter-Universiade 2007 erneut starten konnte und in Cesana San Sicario 19. des Einzels wurde, im Sprint den zehnten und in der Verfolgung den achten Platz belegte. Im Staffelrennen gewann er mit Sergei Tarassow, Nikolai Elisejew und Andrei Makowejew Staffelbronze. Es dauerte noch einmal drei Jahre, bis Ichsanow in Altenberg 2010 im IBU-Cup debütieren konnte und in seinem ersten Sprint den 76. Platz belegte. Schon im folgenden Rennen in Nové Město na Moravě, einem Einzel, gewann er als 25. erste Punkte und im Sprint am Tag darauf belegte er mit Rang acht eine erste Top-Ten-Platzierung. Zum Auftakt der folgenden Saison in Beitostølen erreichte der Russe mit Rang drei in einem Sprint erstmals einen Podestplatz.
National gewann Ichsanow bei den Russischen Meisterschaften 2009 in Uwat im Staffelrennen gemeinsam mit Witali Norizyn, Sergei Kljatschin und Artjom Uschakow.